# Brian Leftow
Brian Leftow (ur. w 1956) – amerykański filozof należący do tradycji analitycznej.

## Życiorys
Ukończył Grove City College w Nowym Jorku, a doktorat obronił na Uniwersytecie Yale. Od 2003 piastował stanowisko profesora filozofii religii chrześcijańskiej na Uniwersytecie Oksfordzkim (w Kolegium Oriel). Wcześniej przez 17 lat był wykładowcą na Uniwersytecie Fordham. 
W pracy naukowej zajmuje się filozofią religii, metafizyką oraz filozofią średniowieczną. Jest autorem dwóch książek: God and Necessity (Oxford University Press, 2012) oraz Time and Eternity (Cornell University Press, 1991).